# Ja nie lubię nikogo
Ja nie lubię nikogo − drugi singiel zespołu Łzy wydany w lipcu 2002 promujący pt. Jesteś jaki jesteś. Do singla powstał teledysk.

## Spis utworów
1. Ja nie lubię nikogo, sł. i muz. Łzy  3:20
2. Nie łatwo, pożegnanie,  sł. i muz. Łzy  3:08